# لیوبا تادیچ
لیوبا تادیچ (انگلیسی: Ljuba Tadić؛ ۳۱ مهٔ ۱۹۲۹ – ۲۸ اکتبر ۲۰۰۵) یک هنرپیشه اهل صربستان بود. وی بین سال‌های ۱۹۵۳ تا ۲۰۰۵ میلادی فعالیت می‌کرد.
از فیلم‌ها یا برنامه‌های تلویزیونی که وی در آن نقش داشته است می‌توان به نگاه خیره اولیس، مرشد و مارگاریتا، رؤیا اشاره کرد.